# Зардаби (посёлок)
Зардаби (азерб. Zərdabi) — посёлок в Губинском районе Азербайджана.
Назван в честь азербайджанского общественного деятеля Гасан-бе́ка Зардаби́. 
До 1968 года именовался Совхоз № 12.
В Зардаби находится Азербайджанский НИИ садоводства и чаеводства.

## География
Посёлок расположен на Гусарской равнине в 12 км к северо-востоку от административного центра района —  города Губа. 
В 2 км от Зардаби протекает река Гудиалчай. Рядом проходит шоссе Губа-Хачмаз.

## История
В советское время на предгорной равнине располагался совхоз № 12. Сады совхоза начали закладывать в 1931 году. К 1937 году было высажено около 1500 га садов (1012 га яблоневых), а в 1951—1953 годах — около 300 га садов и 11 га виноградников. По состоянию на 1956 год в совхозе имелось 56 тракторов. Здесь в 1950-х годах функционировали 3 зимних клуба и 1 летний, имелись школа-десятилетка, больница, столовая, магазины, пекарня, баня.

## Население
По сведениям на начало 1933 года Совхоз вместе с 5 сёлами (Алексеевка, Игрыг, Наримановка, Пирвахид, Каджар) входил в состав Игрыгского сельсовета Кубинского района Азербайджанской ССР. В населённом пункте проживало 116 человек в 42 хозяйствах (мужчин — 63, женщин — 53). Национальный состав всего сельсовета — 55,7 % тюрки (азербайджанцы), 41,6 %  русские.
С конца 1940-х годов здесь были размещены 80 семей политических беженцев из Южного Азербайджана. Были образованы отделения  Демократической партии Азербайджана (основной комитет располагался в городе Губа). Из их числа позже вышло несколько передовиков совхоза и других деятелей (Бахман Хатеми, Бенди Талыш, Иззет Мирзаи, кандидаты наук — Парвиз Ахмеди, Расуд Акперзаде, поэт — Мир Мехди Чавуши). В Зардаби также родился Гариб Ашкари — учитель, поэт, художник-мозаик.
По состоянию на 1979 год в Зардаби проживало 2218 человек. Основным занятием населения являлось садоводство.
Имелись средняя школа, клуб, библиотека, дом культуры, телефонная станция, детский сад, детский дом, больница.

## Достопримечательности
В 4 километрах к северо-востоку от Зардаби, расположены остатки поселения «Гёйтепе» эпохи раннего средневековья.  Обнаружено в 1973 году а в 1979 году обследовано специальной археологической экспедицией «Свод археологических памятников Азербайджана» (САПА). Памятник датирован III — VII веками.